# Dolinka
Dolinka es un municipio del distrito de Veľký Krtíš en la región de Banská Bystrica, Eslovaquia, con una población estimada a final del año 2024 de 446 habitantes.
Se encuentra ubicado al suroeste de la región, en la cuenca hidrográfica del río Ipoly —un afluente izquierdo del Danubio— y cerca de la frontera con la región de Nitra y con Hungría.

## Demografía
| Año        | 1994 | 2004    | 2014    | 2024    |
| ---------- | ---- | ------- | ------- | ------- |
| Población  | 561  | 516     | 482     | 446     |
| Diferencia |      | −8,02 % | −6,58 % | −7,46 % |

| Año        | 2023 | 2024    |
| ---------- | ---- | ------- |
| Población  | 457  | 446     |
| Diferencia |      | −2,40 % |